# Úbočí
Úbočí (németül Amonsgrün) Dolní Žandov településrésze Csehországban, a Karlovy Vary-i kerület Chebi járásában. Korábban önálló település volt.

## Fekvése
Dolní Žandovtól 2 km-re északkeletre, a Kynžvart patak mentén fekszik.

## Története
Német telepesek alapították. Első írásos említése Ammansgrün néven 1360-ból származik. Lakói a középkorban földműveléssel, fakitermeléssel és bányászattal foglalkoztak. 1889-ben épült zsinagógáját 1960-ban lebontották. A település 1945-ben vette fel az Úbočí elnevezést. Az 1900-ban még 613 lakosú településnek 1993-ban már csak 64 lakosa volt.

## Nevezetességei
- A Szent Kereszt kápolna a 19. század elejéről származik. Oltárképe 1839-ben készült.
- Az első világháború hősi halottainak emlékműve.
- A zsidó temető 19. századi sírkövei.

1. ↑  Cseh Statisztikai Hivatal: https://www.czso.cz/csu/czso/vysledky-scitani-2021-otevrena-data (cseh nyelven). (Hozzáférés: 2022. november 1.)